# Ямпа
Я́мпа (англ. Yampa River) — река на северо-западе штата Колорадо, США. Левый приток реки Грин-Ривер, которая является в свою очередь притоком реки Колорадо. Длина реки составляет 402 км; площадь бассейна около 19 839 км² (7660 миль²).
Берёт начало на юго-востоке округа Гарфилд, в районе горного хребта Флат-Топс, на территории национального леса Роутт. Высота устья — 1548 м. Течёт сперва на северо-восток до города Ямпа, а затем на север до города Стимбот-Спрингс, после чего резко поворачивает на запад. После этого, вблизи городка Милнер Ямпа принимает приток Элк, длина которого составляет 55 км. Продолжает течь в западном направлении, вдоль северной стороны горного хребта Уильям-Форк. Протекает мимо города Крейг и принимает приток Литл-Снейк в округе Моффат. Впадает в реку Грин-Ривер на территории национального монумента Динозаур, недалеко от границы со штатом Юта.
На большей части своего течения образует достаточно широкое, но мелкое русло. Пригодна для малых судов вплоть до реки Элк, однако в конце лета и в годы с небольшим количеством осадков часто становится несудоходной. Средний расход воды составляет 58,59 м³/с, но в целом он может изменяться от 17 м³/с летом до 600 м³/с.